# Spånga landsfiskalsdistrikt
Spånga landsfiskalsdistrikt var 1923–1948 ett landsfiskalsdistrikt i Stockholms län, bildat den 1 januari 1923 (enligt beslut den 30 juni 1922) genom utbrytning ur Sollentuna landsfiskalsdistrikt. Distriktet upphörde 1 januari 1949 att existera när Hässelby villastads köping och Spånga landskommun huvudsakligen inkorporerades i Stockholms stad och med mindre delar till Sundbybergs stad.
Landsfiskalsdistriktet låg under länsstyrelsen i Stockholms län.

## Ingående områden
Den 1 januari 1926 utbröts Hässelby villastads köping ur Spånga landskommun, och 1 januari 1927 ombildades Sundbybergs köping till Sundbybergs stad. När Sveriges nya indelning i landsfiskalsdistrikt trädde i kraft den 1 oktober 1941 (enligt kungörelsen den 28 juni 1941) uteslöts Sundbybergs stad ur landsfiskalsindelningen för att därefter inte ingå i något landsfiskalsdistrikt.

### Från 1923
Sollentuna härad:
- Spånga landskommun
- Sundbybergs köping

### Från 1926
Sollentuna härad:
- Hässelby villastads köping
- Spånga landskommun
- Sundbybergs köping

### Från 1927
- Sundbybergs stad

Sollentuna härad:
- Hässelby villastads köping
- Spånga landskommun

### Från 1 oktober 1941
Sollentuna härad:
- Hässelby villastads köping
- Spånga landskommun